# Зграя (роман Анастасії Нікуліної)
«Зграя» — роман Анастасії Нікуліної, який був номінований на премію «Дитяча Книга року ВВС-2018». Роман здобув перемогу у книжковій премії «Еспресо. Вибір читачів 2019» у категорії «Накраща книжка для дітей і підлітків». Це був другий надрукований повноцінний роман письменниці після її книжки «Сіль для моря, або Білий кит».

## Структура
Твір складається із двох частин. У першій — авторка знайомить нас із героями, ми заглиблюємося у світ паркуру та міського життя. У другій — персонажі трансформуються психологічно та розв’язують основні конфлікти. Паркур і особиста драма героїв становлять структуру цього твору. Роман містить сім розділів, епілог та післямову.

## Сюжет
У центрі сюжету постає історія 5 любителів паркуру зі Львова — «Трої». Одного дня до них приєднується таємнича дівчина Таша, яка перевертає життя їхньої компанії з ніг на голову. Вона стає справжньою трейсеркою, вливається в компанію та знаходить там кохання, поки одне непорозуміння не перекреслює все. Чіт знаходить її недавнє фото з колишнім, через що її відразу виганяють із «Трої», а Дейв кидає. Паркур їх об’єднав, але чи витримає ця дружба надскладне випробування їхніми страхами й таємницями?

## Герої
Дейв (Давид) — головний у цій компанії. Намагається завжди брати все у свої руки та бути «ідеальним» хлопцем. Він ніколи не пробачає зради.
Чіт (Тарас) — найкращий друг Давида. У нього є брат-злочинець та мама, для якої Чіт є опорою. Хлопець з нелегким характером, постійно бореться зі своїми демонами.
Люк має ігрову залежність і живе з батьком, який не цікавиться його життям.
Нік (Микита), або Мажор, постійно шукає екстрим у спорті після отриманої від кисневого голоду ейфорії під час плавання з аквалангом. Любов до активностей та прагнення наражати себе на
екстремальні умови взяв від свого хресного.
Пух (Ілля) – наймолодший трейсер із «Трої». Він живе зі страхом розчарувати матір і діяти так, як того хоче він сам. Хлопець, на відміну від інших, тільки закінчив школу та потерпав там від цькування.
Таша (Наталя) – новоспечена трейсерка з багатої сім’ї, яка вирішила знайти влітку справжніх друзів.

## Літературне значення
«Зграя» — підлітковий роман, що допомагає читачам краще зрозуміти психологію молодих людей та їхні проблеми. Також він популяризує спорт і показує всю згубність шкідливих звичок. Він закликає батьків цікавитись життям їхніх дітей та завжди підтримувати їх.